# 坊つちやん (映画)
『坊つちやん』（ぼっちゃん）は、夏目漱石の中編小説『坊つちやん』を原作とした映画化作品。これまでに5度映画化され、1935年版、1953年版、1958年版、1966年版、1977年版がある。

## 1935年版
P.C.L.映画製作所（現在の東宝）制作。1935年3月14日公開。82分。白黒。

### キャスト
- 坊つちゃん：宇留木浩
- マドンナ：夏目初子
- 校長：徳川夢声
- 赤シャツ：森野鍛治哉
- 野だいこ：東屋三郎
- うらなり：藤原釜足
- 山嵐：丸山定夫
- 漢文の先生：生方賢一郎
- 芸者小鈴：竹久千恵子
- 婆やきよ：英百合子
- 萩野のお婆さん：伊藤智子

### スタッフ
- 原作：夏目漱石
- 監督、演出：山本嘉次郎
- 脚色：小林勝
- 撮影：唐沢弘光
- 音楽：紙恭輔
- 演奏：P.C.L.管弦楽団
- 装置：北猛夫
- 録音：山口淳
- 編集：岩下広一
- 現像：小野賢治

## 1953年版
東京映画製作。1953年8月12日公開。111分。白黒。

### キャスト
- 坊ちゃん：池部良
- 山嵐：小沢栄
- 赤シャツ：森繁久弥
- たぬき：小堀誠
- うらなり：瀬良明
- 野太鼓：多々良純
- 漢文の先生：渡辺篤
- 博物の先生：笈川武夫
- 小使：大庭六郎
- マドンナ：岡田茉莉子
- お清：浦辺粂子
- 〆太郎：藤間紫
- 萩野老夫人：三好栄子
- いか銀：中村是好
- いか銀女房：馬野都留子
- マドンナの母：平井岐代子
- うらなりの母：本間文子
- 山嵐の妻：三條利喜江
- 釣屋のじいさん：田辺元
- 女中お松：三舟あき子
- 芸者〆香：津路清子
- 芸者甲：原恵子
- 芸者乙：市川恭子
- 芸者丙：久世まゆみ
- 旅館に出て来る芸者：田川晶子
- その連れの男：河崎堅男
- 車夫A：須永康夫
- 生徒高山：加賀麟太郎
- 新聞記者：宇野晃司

### スタッフ
- 原作：夏目漱石
- 脚本：八田尚之
- 監督：丸山誠治
- 監督助手：石橋克巳
- 製作：加藤譲、佐藤一郎
- 撮影：山崎一雄
- 音楽：渡辺浦人
- 美術：島康平
- 録音：西尾昇
- 照明：岸田九一郎
- スチール：石川久宣
- 製作主任：石橋嘉博

### 製作
池部良が佐藤一郎東宝プロデューサーに「藤本（真澄）プロデューサーも、悪くない人だと思うけど、何か、便所へ入ったときの思いつきで（映画を）製作しているようだし（池部）良ちゃんのためにという作品を作る情熱はまるでないみたい。そんなものばかりに出演されている没個性な良ちゃんが、僕、悲しいのよ、僕も良ちゃんも、文学青年。僕、良ちゃんをバックアップして、良ちゃんに、ばっちりハマった文芸映画を作ってみたいと思ってるんだ」などと口説かれ、同じ江戸っ子の心意気に池部は感激し、佐藤は「良ちゃんは三船君みたいに、ただ怒鳴りまくってればいいという俳優さんじゃないです。知性と理性に包まれた馨しい人で、言うなれば、ジェラール・フィリップみたいな役者だと思うよ」「差し当たって、どんな作家のものを演ってみたい?」と聞かれたが、何も頭に浮かばなかった池部は、薄暗い畳の毳立つその部屋から『坊つちやん』の一場面を思い浮かび、「夏目漱石の『坊つちやん』はどう?」と思い付きで言ったら佐藤が「『坊つちやん』、いいんじゃない。僕達、江戸っ子だからピンと来るよね。広島だか岡山出身の藤本（藤本真澄）の抵抗に遭うかも知れないけど、森さん（森岩雄製作本部長）を拝み倒して、何とかいい文芸作品にしてみせましょう」と言った。ところがその後一向に佐藤から連絡もなく、忘れかけていたころ、佐藤から電話があり、「八田尚之に書いてもらって、丸山誠治監督、マドンナに岡田茉莉子さん、清が浦辺粂子さん、小沢栄の山嵐、赤シャツは森繁久弥さん、東京映画で撮ります」と言った。池部は「東京映画って何ですか?」「僕は東宝専属ですから、そんな、訳の解らないところで撮影するのは、勘弁して頂きたい」と言ったら、佐藤は「東宝も年間の製作本数、全部丸抱えで作ると、客の入りが悪くて損しちまうと、穴埋めが上手くいかないから、外注の形式の会社を作ったんだよ。興行成績が良ければ東宝が載く。悪けりゃ東京映画や新東宝が、足出し分背負わされちまう、てなことにしたわけよ。ケチな商法で、映画会社を経営しようって、これの推進役が、森本部長で、その尻馬に乗っているのが藤本よ。経営から言えば、それでいいんだろうけど、映画が好きだからという、熱き血潮が失くなっちまってるというのは困るよね。森先生も森先生だ。藤本と、どう関係しているのか、どう利用しているかは知らないけど、冷たいよ、映画人じゃないね」などと上司と同僚をボロカスに批判し、「東京映画って、どこにあるんですか?」と池部が聞いたら「国電の目黒駅を降りて、白金の方へ4、5分歩いたとこ。戦争中、海軍大学の机上作戦演習室の大きな格納庫みたいな建物を使ってんだ」と言った。

## 1958年版
松竹製作。1958年6月15日公開。93分。

### キャスト
- 塩原昌之助（坊っちゃん）：南原伸二（南原 宏治）
- 清：英百合子
- 校長（たぬき）：伴淳三郎
- 教頭（赤シャツ）：トニー谷
- 堀田（山嵐）：伊藤雄之助
- 吉川（野太鼓）：三井弘次
- 古賀（うらなり）：大泉滉
- 小使：左卜全
- マドンナ：有馬稲子
- 古賀の母：本橋和子
- いか銀：桂小金治
- いか銀女房：村上記代
- 萩野家主人：稲川善一
- 萩野家夫人：沢村貞子
- 氷屋の婆さん：草香田鶴子
- お寺の住職：小林十九二
- 芸者つばめ：関千恵子
- 芸者すずめ：三谷幸子
- 芸者年増：水木凉子
- 宿屋の番頭：島村俊雄
- 宿屋の女中：水上令子
- 宿屋の下働き：後藤泰子
- 新聞記者恩田：杉浦直樹

### スタッフ
- 原作：夏目漱石
- 脚本：椎名利夫、山内久
- 監督：番匠義彰
- 製作：佐々木孟
- 撮影：生方敏夫
- 音楽：牧野由多加
- 美術：浜田辰雄、芳野尹孝
- 録音：吉田庄太郎
- 編集：大沢静子
- 照明：磯野春雄

## 1966年版
松竹製作。1966年8月13日公開。90分

### キャスト
- 小川大助：坂本九
- 校長：古賀政男
- 教頭：牟田悌三
- 堀田：三波伸介
- 古賀：大村崑
- 吉川：藤村有弘
- 那美（マドンナ）：加賀まりこ
- 山田小夜：九重佑三子
- 芸者小夏：市川瑛子
- 芸者ぽんた：宗方奈美
- 汽車の中の女：香山美子

### スタッフ
- 原作：夏目漱石
- 脚本：柳井隆雄
- 監督：市村泰一
- 製作：島田昭彦
- 撮影：小杉正雄
- 音楽：古賀政男
- 美術：浜田辰雄
- 編集：杉原よ志
- 録音：堀義臣
- 照明：市橋重保
- スチール：佐々木千栄治

### 同時上映
『スチャラカ社員』
- 原作：香川登志緒 / 脚本：若井基成、前田陽一、澤田隆治 / 監督：前田陽一 / 主演：ミヤコ蝶々

## 1977年版
松竹、文学座製作。1977年8月6日公開。92分。

### キャスト
- 坊っちゃん：中村雅俊
- マドンナ：松坂慶子
- 山嵐：地井武男
- 赤シャツ：米倉斉加年
- うらなり：岡本信人
- 野だいこ：湯原昌幸
- 狸：大滝秀治
- 清：荒木道子
- 小夜：五十嵐めぐみ
- 〆香：宇津宮雅代

### スタッフ
- 原作：夏目漱石
- 脚本：前田陽一、南部英夫
- 監督：前田陽一
- 助監督：満友敬司
- 製作：大谷信義
- 企画：奈良邦彦
- 撮影：竹村博
- 音楽：佐藤勝
- 美術：梅田千代夫
- 録音：平松時夫
- 調音：小尾幸魚
- 照明：飯島博
- 編集：杉原よ志
- スチール：赤井博且

### 同時上映
『男はつらいよ 寅次郎と殿様』
- 原作：山田洋次 / 脚本：山田洋次、朝間義隆 / 監督：山田洋次 / 主演：渥美清
- 『寅さんシリーズ』第19作。